# Artemis Brauronias helgedom

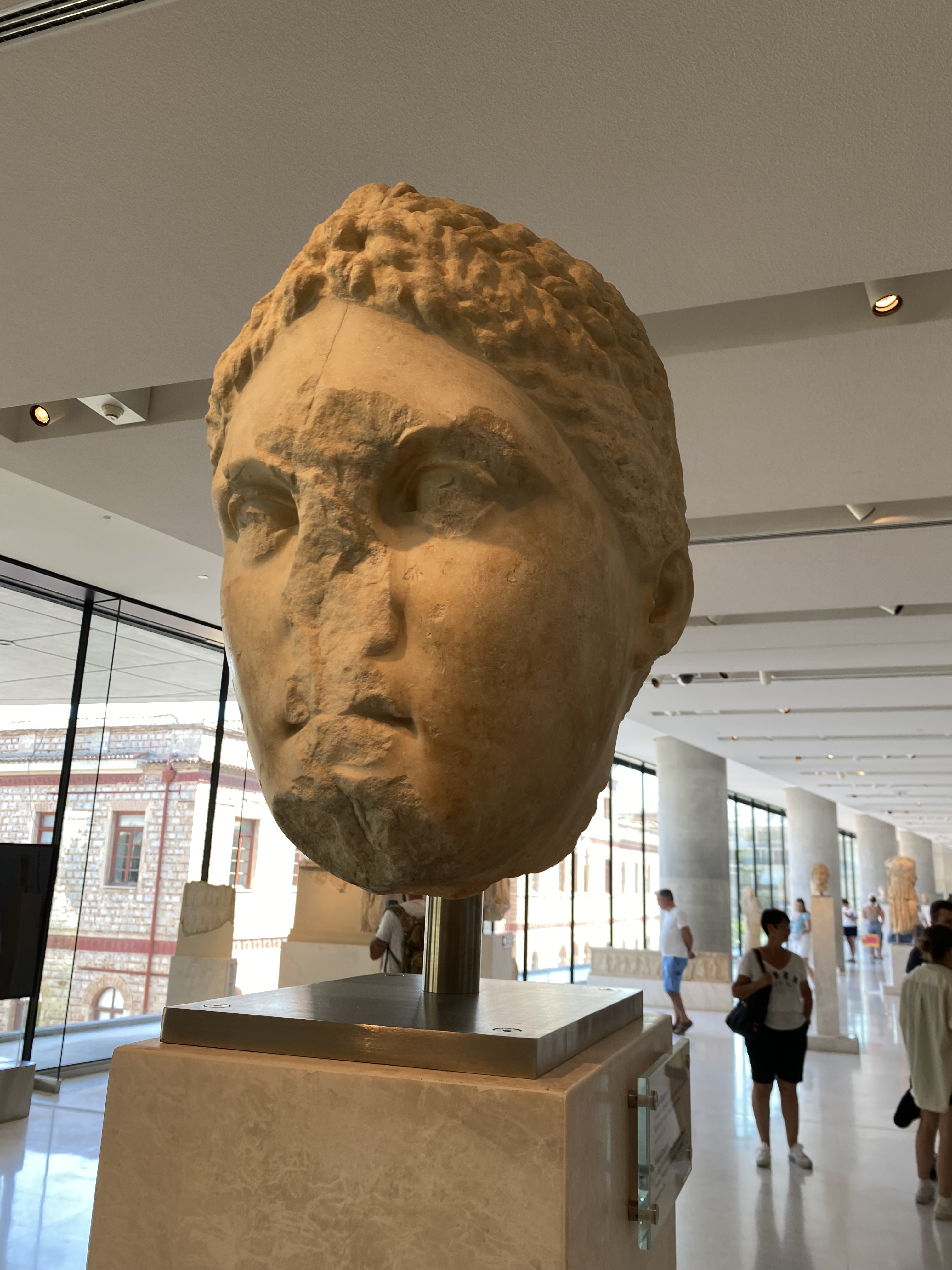
Artemis i marmor från helgedomen (Akropolis museum)

Artemis Brauronia var en helgedom på Akropolis i Aten som var tillägnad Artemis. Helgedomen låg nära ingången, Propylaia. Artemis är en gudinna inom grekisk mytologi som var kopplad till övergångsriter, som födsel och havandeskap. Hon sågs som beskyddare för unga flickor. 
Artemis Brauronias helgedom anlades i mitten av 500-talet f.v.t av tyrannen Peisistratos. Peisistratos härstammade själv från Brauron på Attikas östra kust där huvudhelgedomen låg. Brauron var en central plats för det religiösa utövandet i Artemis kult. Detta bland annat på grund av arkteia, vilket var en religiös ritual som utfördes för unga flickor i det antika Grekland. Platsen ansågs vara Artemis domän och genom att man valde att använda epitetet Brauronia vid helgedomen på Akropolis i Aten, skapades det en starkare länk mellan gudinnan och den som tillbad henne. Epitetet hade då (vid sidan av den geografiska kopplingen) till funktion att stärka länken mellan bönen som var tillägnad Artemis och hennes domän.  

## Arkitektur
Kunskaperna om Artemis Brauronia är relativt knapphändiga idag eftersom det har gjorts få arkeologiska fynd. Likaså har senare arkeologiska utgrävningar inte kunnat datera när denna fristad byggdes. Dock vet man att helgedomen har stått på Akropolis under tre byggnadsperioder. Byggnaden bestod av en helig inhägnad där det fanns en stoa med två flyglar vid sina ändar. Formationen kan liknas vid den grekiska bokstaven pi (Π). Det finns inga direkta bevarade spår av tempelbyggnaden, dock har arkeologiska fynd och andra källor bekräftat dess existens. Det finns indikationer på en portik och av flera rum med oklar funktion.

## Funktion
Detta leder till osäkerhet kring om man faktiskt dyrkade Artemis här. I modern tid finns det dock spekulationer gällande existensen av ett tempel. Man kopplar en kultstaty med att det ska ha funnits en byggnad som inrymde det. Detta är dock inte bevis på att byggnaden var ett tempel. Det finns inga litterära bevis som visar på att en kult höll till här.
Exakt när och hur man utförde olika ritualer vet man inte. Men inristningar funna beskriver offer som gjorts till gudinnan, som verkar ha varit från kvinnor.
Artemis kopplades ofta till övergångsriter, framförallt vad rör kvinnor, och födsel. Hon sågs även som gudinnan av vilda djur. En populär festival i gudinnans ära kallades för Artemis Laphria in Patrai, där prästinnor tillika jungfrur red fram på en vagn dragna av rådjur. Artemis var själv en oskuld trots hennes koppling till födsel. 

### Festival
En särskild festival som var tillägnad Artemis hölls under våren vart fjärde år, där atenska flickor deltog i ritualer, så som vid offergåvor, medan de bodde i helgedomen. Festivalen hölls på flera håll i Attika och inleddes med en procession som utgick från Aten. Flickorna bar i regel saffransfärgad klädsel, så kallad krokotos.

## Arkeologi
1839 hittade man ett huvud av marmor vid Artemis Brauronias. En teori är att huvudet tillhörde en akrolit (en staty där huvud, armar och ben är skapta av marmor, annan sten eller elfenben och överkroppen är skapat av trä) av Artemis. Enligt Pausanias, upptäcktsresande och geograf (110-180 f.v.t), var den tillverkad av Praxiteles (395,-330 f.v.t). Pausanias: “There is also a sanctuary [at Athens] of Artemis Brauronia (of Brauron); the image is the work of Praxiteles, but the goddess derives her name from the parish of Brauron. The old wooden image is in Brauron, Artemis Tauria (of Tauros) as she is called”.Artemis hår är delat i tre flätor, vilket var en vanlig frisyr för barn och passade därför en gudinna som så förknippas med dem. 
Pausanias nämner även en bronsstaty som efterliknar den trojanska hästen med grekiska hjältar riktade mot sig. Bakom denna staty stod ett porträtt som avbildade Epicharinus springande i rustning, gjort av Kritios. Pausanias specificerar inte att statyerna stod i helgedomen, men fragment av dem har hittats i området.
Den viktigaste informationen kring Artemis Brauronia är att atenarna samlade sina kopior av inventeringarna från helgedomen i Brauron där. Inventeringen ristades in på en stele. Dessa inventeringar listar gåvor från kvinnor, som till exempel kläder och bronsoffer. Enligt Euripides, Ifigenia i Tauris 1464 ff., tillägnades kläderna av kvinnor som hade dött i samband med förlossningar, i helgedomen för Artemis i Brauron. 